# 杵家彌七
杵家 彌七（きねいえ やしち）は、長唄三味線方の名跡。新字体は弥七。初代から3代目を杵屋、4代目以降を杵家（きねいえ）とした。当代6代目。2代目から5代目までが女性。
- 俗に初代杵屋彌七 - 初代杵屋彌十郎。
- 俗に2代目杵屋彌七 - 初代彌十郎の門弟。

## 初代
（生年不詳 - 明治7年（1874年）8月8日）
3代目杵屋彌十郎の門弟で1834年11月に彌七を名乗る。

## 2代目
1874年に2代目彌七を名乗る。女性。

## 3代目
1916年に3代目彌七を名乗るも同年死去。女性。

## 4代目
（明治23年（1890年）12月10日 - 昭和17年（1942年）12月17日）本名は赤星よう。
東京京橋の生まれ、伊丹の商人坂上与三郎と初代杵家七媼の次女。12代目杵屋六左衛門と5代目杵屋勘五郎に師事し彌壽治となり1916年に3代目彌七死去に伴い4代目彌七を襲名。1930年より従来杵屋彌七だったのを杵家彌七と表記させた。洋楽にも精通し夫は赤星國清。4代目を記念して、杵家会館は、「四世杵家彌七生誕百年記念会館」という名前が付けられている。

## 5代目
（大正5年（1916年）8月5日 - 平成17年（2005年） 3月3日）本名は赤星輝子。
東京の生まれ、4代目彌七の娘。1949年に5代目彌七を襲名。1983年1月に長男に彌七の名を譲り2代目杵家七媼を襲名し引退した。

## 6代目
（昭和23年（1948年）1月12日 - ）
5代の長男として東京都杉並区に生まれる。本名・赤星輝幸。1970年成城大学文芸学部卒。1966年5月に堅田喜七、1970年4月に初代杵家彌祐を経て1983年1月に先代から譲られ6代目彌七を襲名。